# Pass (Ornament)

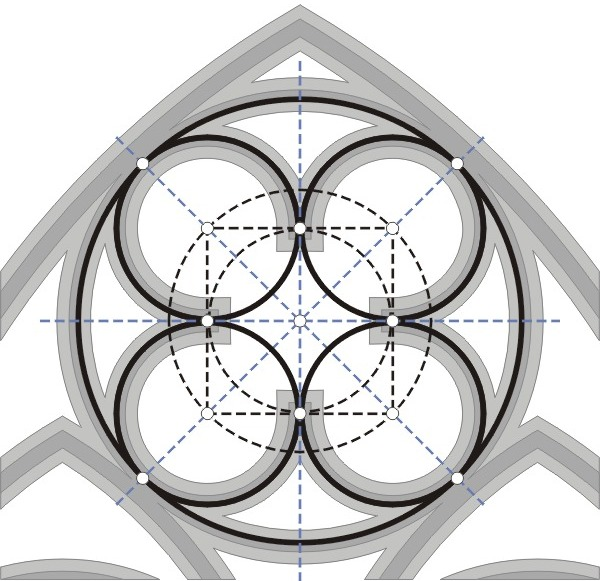
Vierpass

Pass ist ein Ornament der Romanik und der Gotik. 
Ein Pass besteht aus einer Anzahl von Kreisbögen mit gleichen Radien, die gleichmäßig in einen größeren Kreis einbeschrieben sind. Die zwischen den eingeschriebenen Kreisen verbleibenden Flächen werden als „Nasen“ bezeichnet.
In der Architektur wurden Pässe im Maßwerk bei der Gestaltung von Fenstern genutzt oder in der Dekoration von Wandflächen oder Kunstgegenständen eingesetzt. Je nach Zahl der eingeschriebenen Kreise wird zwischen Dreipass, Vierpass und Vielpass unterschieden.